# Tempio della Sibilla
Il tempio della Sibilla è un antico tempio romano situato sull'acropoli di Tivoli, vicino al celebre tempio di Vesta. Nonostante l'attribuzione del tempio alla sibilla Albunea, non è ben nota la divinità a cui esso era dedicato. Sarebbe più esatto distinguerli come tempio rotondo (cosiddetto di Vesta) e tempio rettangolare (cosiddetto della Sibilla)

## Storia e struttura
Venne eretto nel II secolo a.C. su una sostruzione artificiale che ampliava il piano dell'acropoli. Tale sostruzione è ancora visibile costeggiando le rovine del tempio per dirigersi verso villa Gregoriana. Orientamento est-ovest. L’esatta terminologia architettonica di questo tempio è prostilo (tempio che possiede solo colonne nella facciata e non nei restanti lati), tetrastilo (perché sulla facciata ha, o meglio in questo caso aveva, quattro colonne) e pseudoperiptero (le colonne del perimetro laterale e posteriore sono addossate al muro della cella del tempio, divenendo quindi semi-colonne). Allo stato attuale mancano le due colonne centrali e le semi-colonne laterali sono quasi del tutto scomparse.Era di ordine corinzio, come testimoniato dall'abaco di una delle semicolonne (in totale 12, 5 lungo i fianchi e 2 nella parte posteriore) addossate alla cella. Il muro di ingresso della cella dal pronao è andato perduto. I disegni di questo monumento sono abbastanza scarsi, poiché ha risentito dell’interesse maggiore destato dal più spettacolare tempio rotondo. All'interno del tempio si insediò infatti una chiesa dedicata a san Giorgio, attestata sin dal 978, destinata all’assistenza e alla distribuzione delle elemosine ai poveri. L'interno era decorato con stucchi e dipinti, andati perduti. Anche i dipinti della chiesa, visibili sino agli inizi del XXI secolo, sono scomparsi. Si trattava di frammenti di un affresco ritraente la parte inferiore del Salvatore con due figure laterali. Il suo campanile fu abbattuto insieme alla casa del parroco (che era costruita con le pareti laterali attaccate ai due templi) nel 1881 con l’approvazione del Ministero della Istruzione Pubblica, ma per volontà e munificenza del tiburtino Francesco Bulgarini. Del tempio quadrangolare, dopo che la Chiesa fu eliminata, rimasero solo le strutture originali del podio, le pareti laterali e quella posteriore..

## Galleria d'immagini

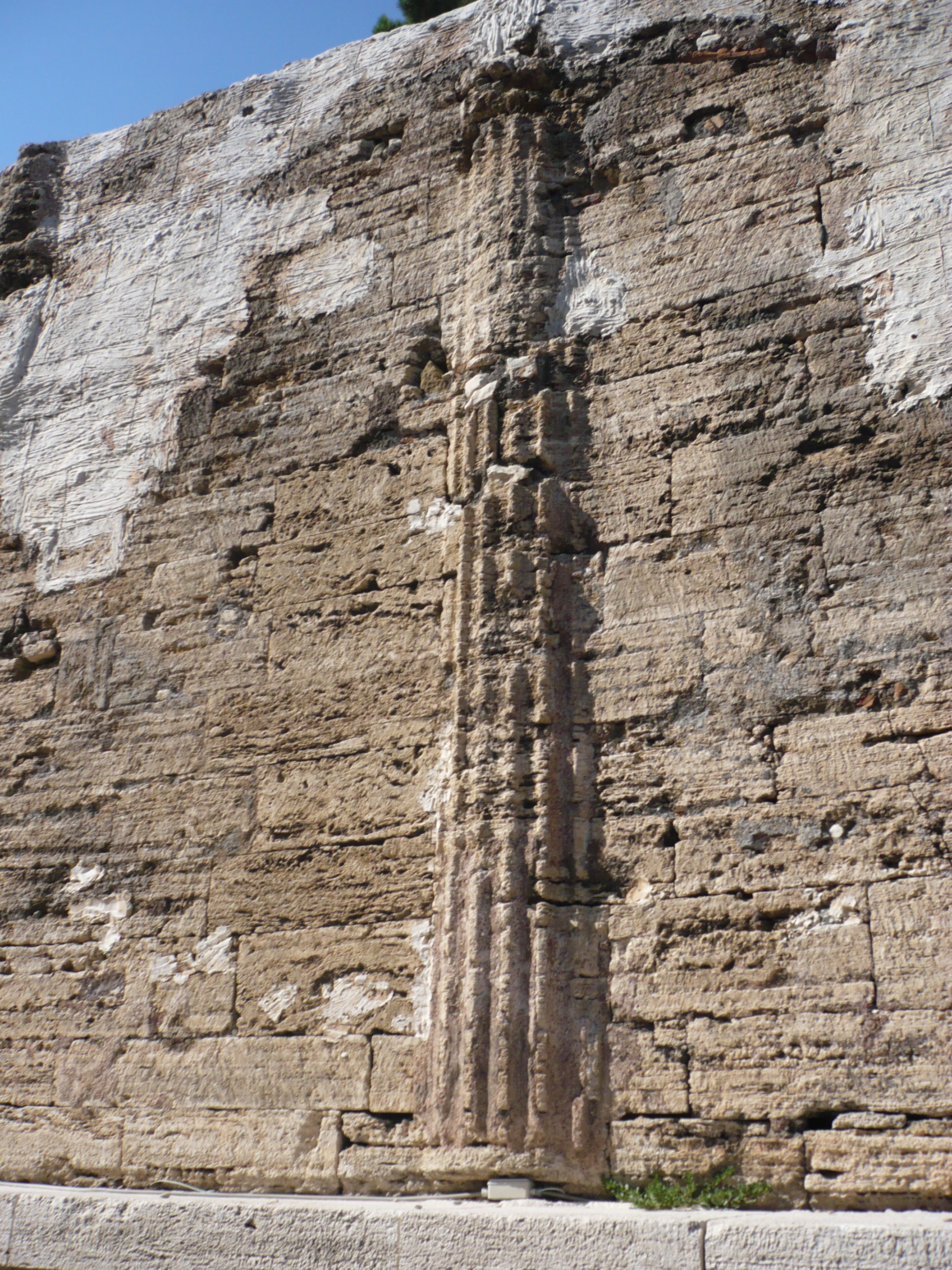
Il tempio della Sibilla a Tivoli, semicolonna addossata alla cella
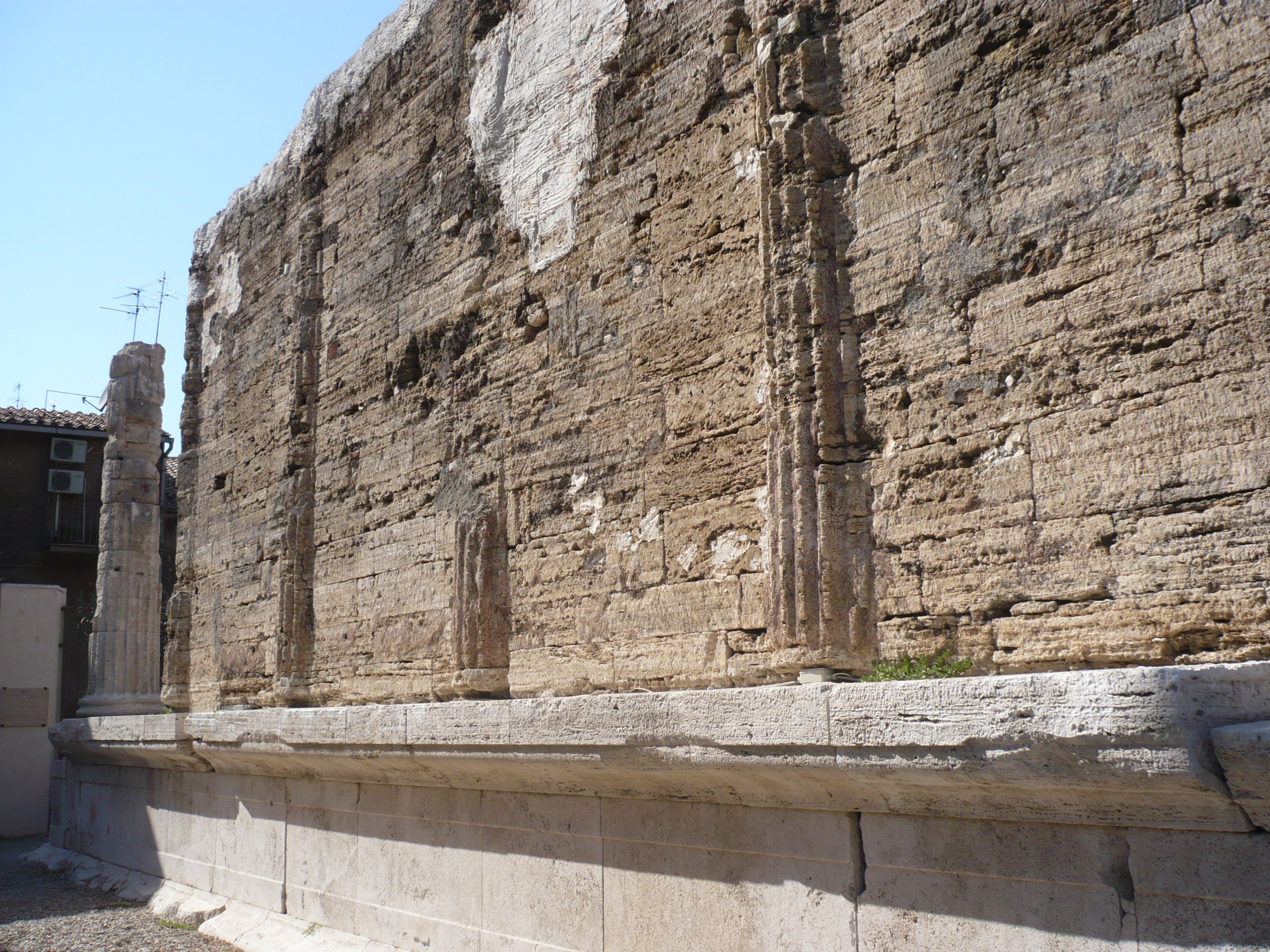
Lato destro, con le semicolonne addossate
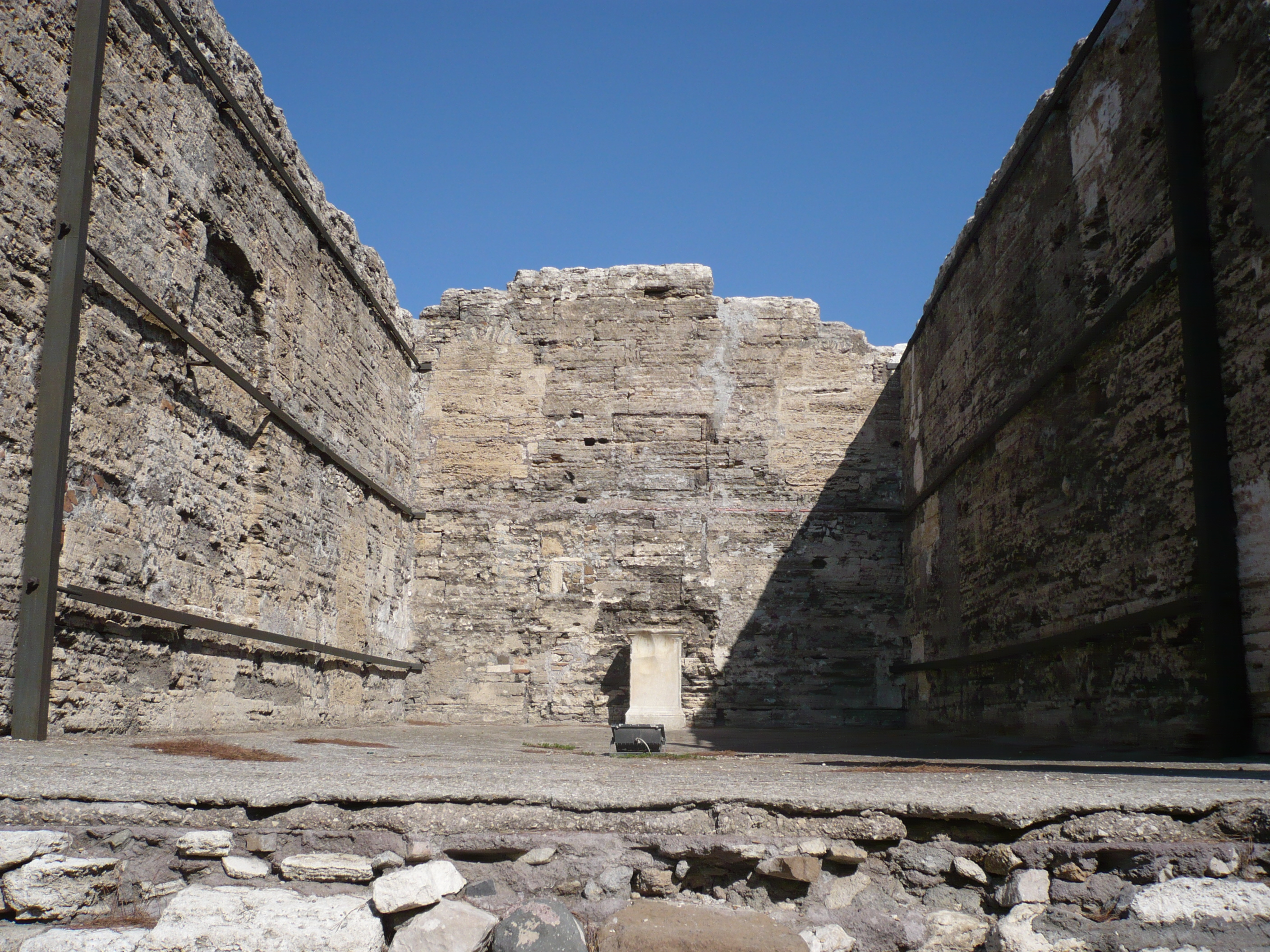
L'interno della cella
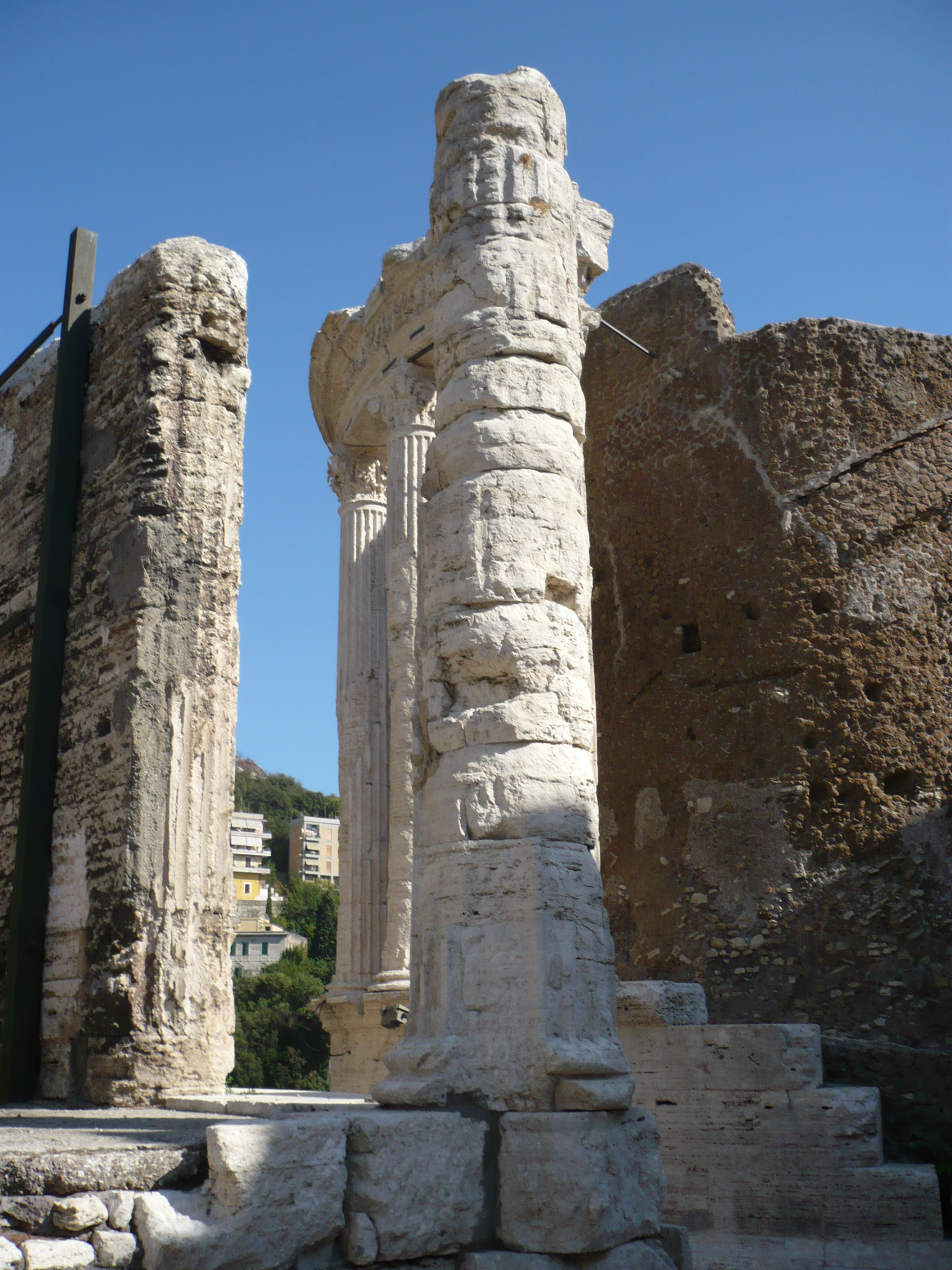
Colonna, con dietro il tempio di Vesta
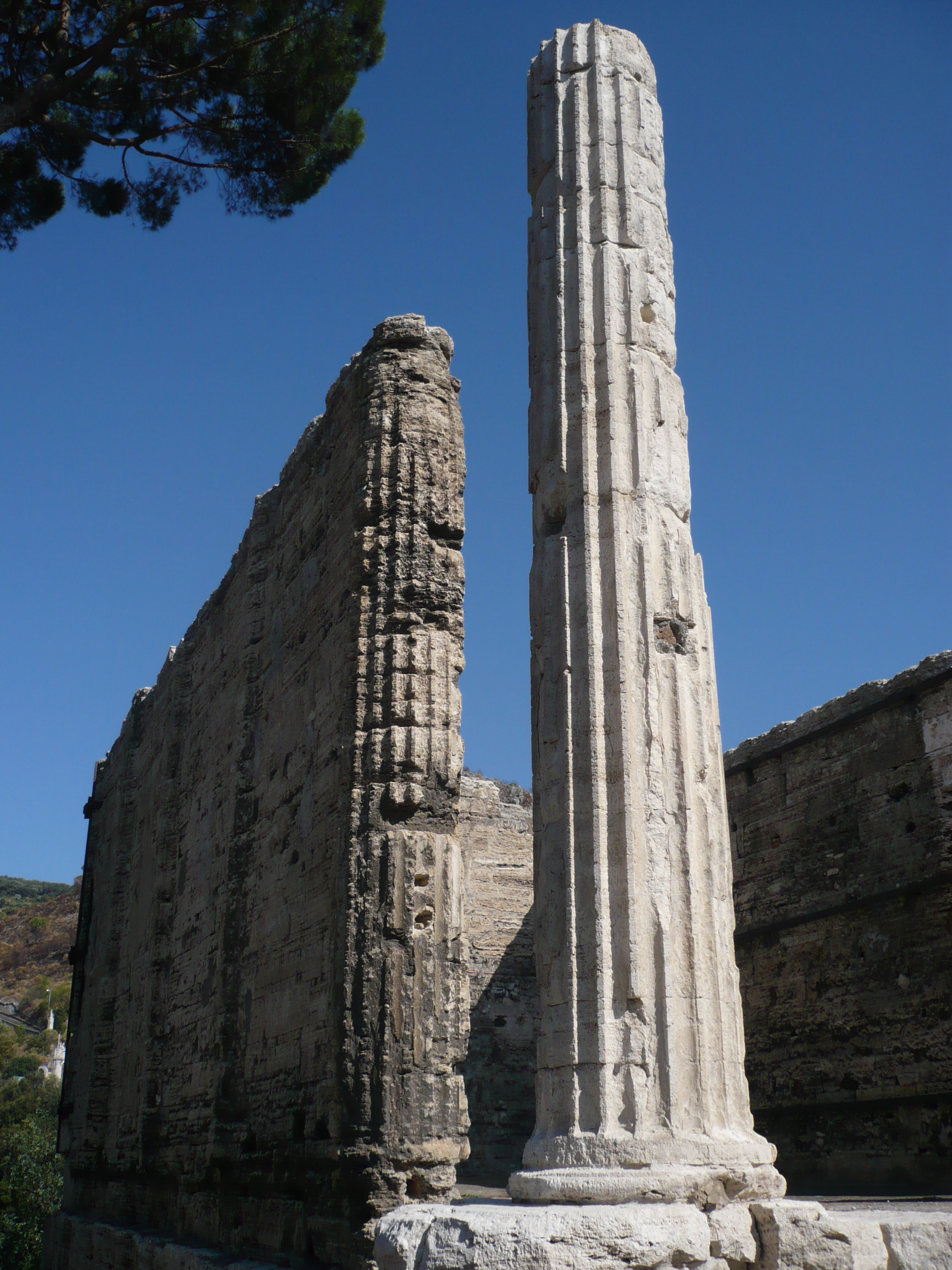
Colonna, dettaglio
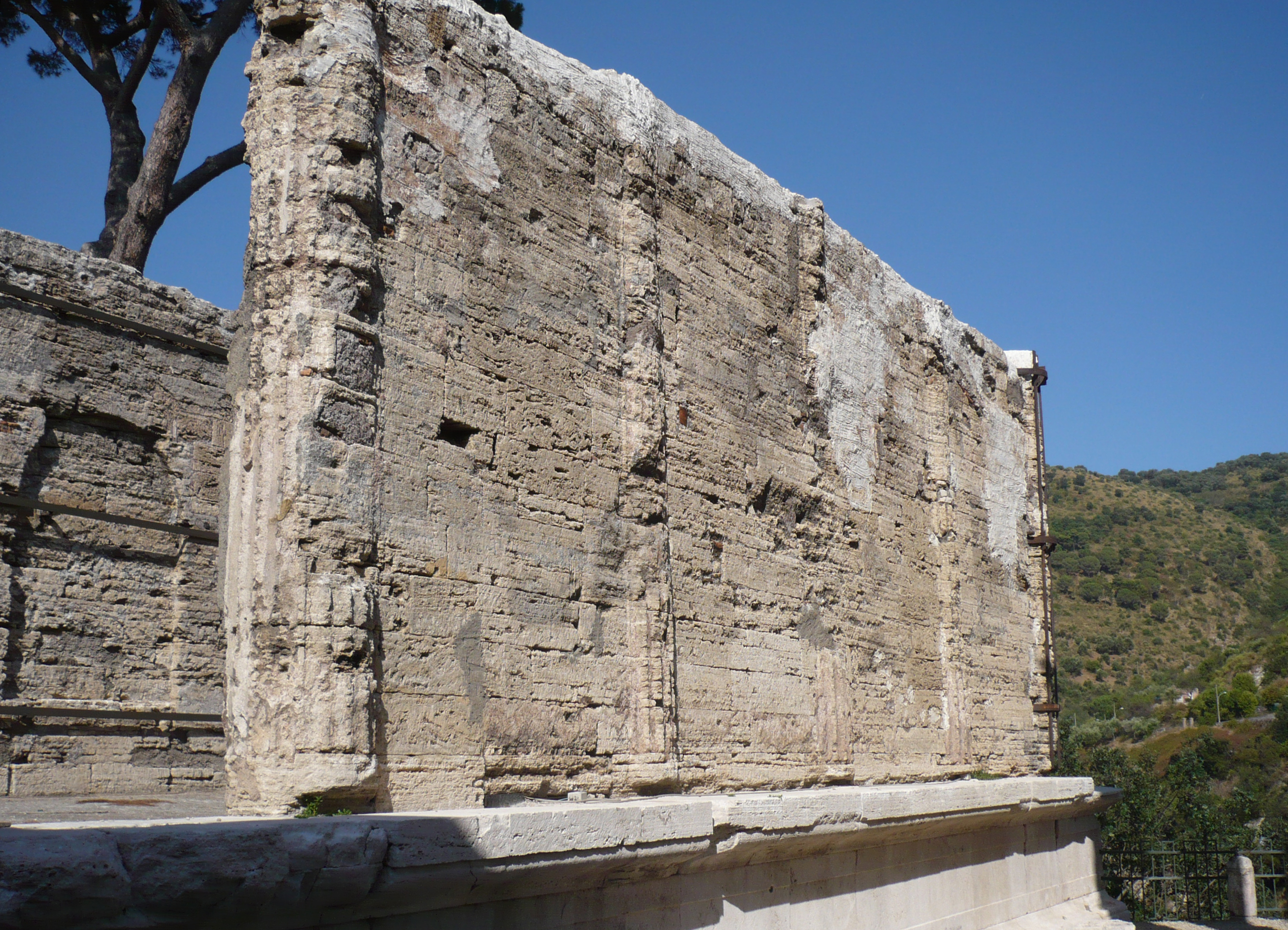
Lato destro del tempio della Sibilla
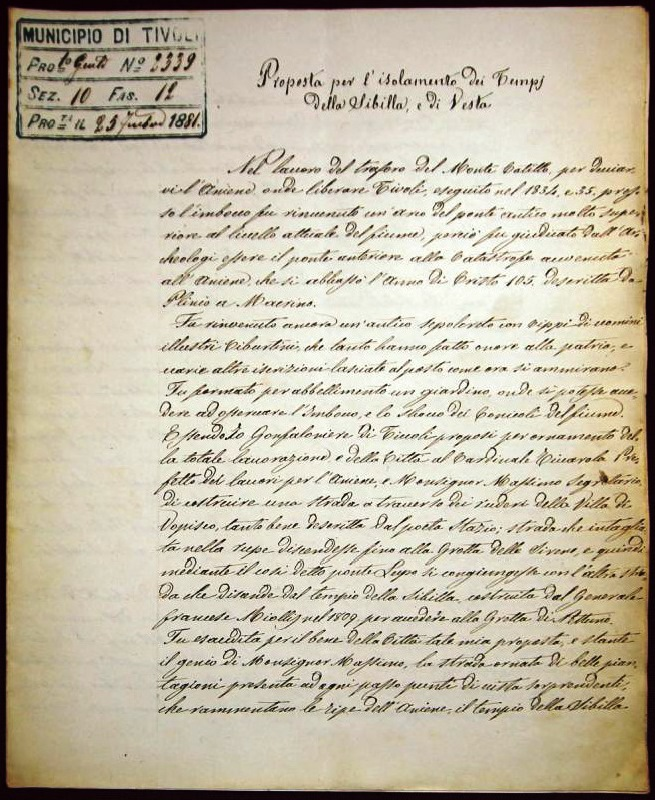
Richiesta di isolamento dei templi di Vesta e Sibilla fatta nel 1881 da Francesco Bulgarini